# Sainte-Colombe, Rhône
Sainte-Colombe är en kommun i departementet Rhône i regionen Auvergne-Rhône-Alpes i östra Frankrike. Kommunen ligger i kantonen Condrieu som tillhör arrondissementet Lyon. År 2022 hade Sainte-Colombe 1 994 invånare.

## Befolkningsutveckling
Antalet invånare i kommunen Sainte-Colombe
| Referens: INSEE |